# Бен Муді
Бен Муді (англ. Benjamin Robert "Ben" Moody; 22 січня 1980, Літл-Рок, Арканзас, США)  — американський поет-виконавець, музикант і музичний продюсер. Разом з Емі Лі заснував рок-гурт «Evanescence», в якому був гітаристом до 2003. З моменту виходу з гурту «Evanescence» Бен працював з багатьма відомими співаками, в тому числі з Авріл Лавін, Келлі Кларксон, Анастейшою, Ліндсі Лоан, Бо Байсом, Селін Діон.
У наш час учасник рок-гурту «We Are the Fallen», що 11 травня 2010 випустив дебютний альбом — «Tear the World Down».
9 червня 2009 випустив свій перший соло альбом — «All for This». 11 листопада 2011 вийшов його другий студійний альбом — «You Can't Regret What You Don't Remember».

## Дискографія

### «Evanescence»
- Fallen (2003)

### Соло
- Mutiny Bootleg E.P. (2008)
- All for This (2009)
- You Can't Regret What You Don't Remember (2011)

### «We Are the Fallen»
- Tear the World Down (2010)

### Інші роботи
| Рік  | Виконавець                                         | Пісня                   | Альбом                                                  | Примітки                          |
| ---- | -------------------------------------------------- | ----------------------- | ------------------------------------------------------- | --------------------------------- |
| 2004 | Авріл Лавін                                        | «Nobody's Home»         | Under My Skin                                           | Автор тексту                      |
| 2004 | Бен Муді разом з Jason Miller і Jason «Gong» Jones | «The End Has Come»      | The Punisher: The Album                                 | Виконання, автор тексту           |
| 2004 | Келлі Кларксон                                     | «Because of You»        | Breakaway                                               | Автор тексту, продюсер, гітарист  |
| 2004 | Келлі Кларксон                                     | «Addicted»              | Breakaway                                               | Автор тексту, продюсер, гітарист  |
| 2005 | Бен Муді                                           | «Forever in Our Hearts» | Пісня присвячена жертвам цунамі, ексклюзивно для iTunes | Гітарист                          |
| 2005 | Бен Муді разом з Анастейшою                        | "Everything Burns       | Fantastic 4: The Album Pieces of a Dream                | Виконання, автор тексту, продюсер |
| 2005 | Ліндсі Лоан                                        | «Fastlane»              | A Little More Personal (Raw)                            | Продюсер                          |
| 2005 | Ліндсі Лоан                                        | «Edge of Seventeen»     | A Little More Personal (Raw)                            | Продюсер                          |
| 2005 | Бо Байс                                            | «My World»              | The Real Thing                                          | Продюсер                          |
| 2007 | Daughtry                                           | «What About Now»        | Daughtry                                                | Автор тексту                      |
| 2007 | Селін Діон                                         | «Alone»                 | Taking Chances                                          | Продюсер                          |
| 2007 | Селін Діон                                         | «This Time»             | Taking Chances                                          | Автор тексту і продюсер           |
| 2007 | Селін Діон                                         | «The Reason I Go On»    | Taking Chances                                          | Продюсер                          |
| 2009 | Daughtry                                           | «Open Up Your Eyes»     | Leave This Town                                         | Автор тексту                      |

## Продюсування
| Рік  | Альбом              | Виконавець |
| ---- | ------------------- | ---------- |
| 2006 | The Shadow Line     | Godhead    |
| 2008 | Mutiny Bootleg E.P. | Бен Муді   |
| 2009 | All for This        | Бен Муді   |
| 2009 | This Way            | Хана Песл  |